# Al Ḩamādah al Ḩamrā'
Al Ḩamādah al Ḩamrā' är en klippöken i Libyen. Den ligger i den nordvästra delen av landet, 300 km söder om huvudstaden Tripoli.